# ذبیح‌الله مجاهد
ذبیح‌الله مجاهد سخنگوی رسمی طالبان و معین وزارت اطلاعات و فرهنگ از ۷ سپتامبر ۲۰۲۱ است. او و قاری یوسف احمدی دو سخنگوی رسمی این گروه هستند. مجاهد معمولاً دربارهٔ فعالیت‌های طالبان در شمال، شرق و مرکز افغانستان پیام می‌دهد در حالی که احمدی بر مناطق غربی و جنوبی متمرکز است.
مجاهد در تاریخ ۱۷ اوت ۲۰۲۱ خود را به عموم مردم نشان داد. قبل از آن، او به‌طور منظم با روزنامه‌نگاران از طریق تماس‌های تلفنی، پیامک، ایمیل، توییتر و پست‌ها بر وبسایت‌های جهادی ارتباط بر قرار می‌کرد. مجاهد در ژانویه ۲۰۰۷ پس از دستگیری محمد حنیف سخنگوی طالبان شد.

## سن و اوایل زندگی
در ۱۷ اوت ۲۰۲۱، مجاهد در کابل ظاهر شد و به سوالات تیم‌های رسانه‌های محلی و بین‌المللی پاسخ داد. او به دو زبان پشتو و فارسی مسلط است. برخی از روزنامه نگاران در گذشته اظهار داشتند که صدای او را تشخیص می‌دهند و در چند سال گذشته با همان شخص ارتباط برقرار کرده بودند.
مجاهد خود را در یک سری از مصاحبه‌های انجام شده از طریق تلفن همراه توصیف می‌کرد. او ادعا می‌کرد که مردی میانسال، متأهل و با چند فرزند است که در افغانستان زندگی می‌کند. با توجه به تهدیدات امنیتی، او به‌طور مداوم در حال حرکت است کند و در یک مکان نمی‌ماند. او ادعا می‌کند که او دارای مدرک کارشناسی ارشد در مطالعات مذهبی است اما نام کشور را به دلیل مسائل امنیتی نمی‌تواند فاش کند. در دورهٔ اول امارت اسلامی افغانستان، او یک کار در سطح پایین در وزارت فرهنگ و اطلاعات را بر عهده داشت. او بعدها در کنار شورشیان جنگید و در سال ۲۰۰۷ به عنوان سخنگوی آن منصوب شد.

## سخنگوی طالبان
به عنوان یک سخنگوی طالبان، مجاهد پیام این گروه را به افغانستان و دیگر رسانه‌های بین‌المللی می‌رساند. او مسئول تأیید یا رد حملات گروه در در سراسر افغانستان است. او همچنین فیلم‌های تبلیغاتی را در حساب توییتر خود منتشر می‌کند که دستاوردهای طالبان را در سراسر درگیری نشان می‌دهد.
در ۲۱ آوریل ۲۰۱۷، مجاهد مسئولیت حمله به یک پایگاه ارتش را بر عهده گرفت که در آن بیش از ۱۴۰ سرباز کشته شدند. در ۲۱ ژانویه ۲۰۱۹، مجاهد مسئولیت حمله به یک مرکز آموزش ریاست عمومی امنیت ملی را بر عهده گرفت که در آن بیش از ۱۰۰ پرسنل امنیتی کشته شدند. در ۲۹ نوامبر ۲۰۲۰، مجاهد مسئولیت حمله به یک پایگاه ارتش افغانستان را بر عهده داشت که در پی آن ۳۰ پرسنل امنیتی کشته شدند.
در ۱۷ ژوئیه ۲۰۲۱، مجاهد از مرگ دانش صدیقی روزنامه‌نگار رویترز، که در جریان هجوم طالبان بین تیراندازی‌های نیروهای افغان و طالبان کشته شد، عذرخواهی کرد. مجاهد ادعا کرد که طالبان آگاه نبودند که صدیقی چگونه درگذشت، و از خبرنگاران درخواست کرد قبل از ورود به منطقهٔ جنگی به طالبان اطلاع‌رسانی کنند تا این گروه از آن فرد خاص مراقبت کند.

## هویت
ارتش ایالات متحده از ۲۰۱۱ ادعا می‌کرد که مجاهد یک فرد نیست، بلکه یک شخصیت با این نام است که توسط چند سخنگوی طالبان مورد استفاده قرار می‌گیرد. با این حال، برخی از روزنامه نگاران گفتند که صدای او را به رسمیت شناختند و آنها چندین سال با همان فرد ارتباط برقرار می‌کردند.
در سال ۲۰۰۹ نیک رابرتسون خبرنگار سی‌ان‌ان با یک مرد که ادعا می‌کرد او «ذبیح‌الله مجاهد» است و از پشت سر فیلمبرداری شده بود، مصاحبه کرد. رابرتسون مرد را به نزدیک به ۳۰ ساله، ریشدار و کمی بیش از ۶ فوت (۱٫۸ متر) قد بلند توصیف کرد. پس از آنکه مصاحبهٔ سی‌ان‌ان در ماه مه ۲۰۰۹ پخش شد، «ذبیح‌الله مجاهدی» که روزنامه‌نگاران از طریق تلفن همراه با او در ارتباط بودند، ادعا کرد که مصاحبه‌شونده یک فریبکار است. یک تحلیلگر اطلاعاتی گفت که این مرد در مصاحبه با سی‌ان‌ان یکی از افراد متعدد با استفاده از این شخصیت است، اما آن مرد طرد شد چون مافوق‌های او از این مصاحبه ناراضی بودند. تحلیلگر گفت: «هیچ راهی وجود ندارد که ذبیح‌الله مجاهد بتواند یک نفر باشد… هیچ فرد تنهایی نمی‌تواند با این اندازه رسانه‌های مختلف را جواب دهد.»
با این حال مجاهد در ۱۷ اوت ۲۰۲۱ دو روز پس از سقوط کابل به صورت عمومی ظاهر شد و چهره اش را نشان داد.